# راینر اوسلمان
راینر اوسلمان (آلمانی: Rainer Osselmann؛ زادهٔ ۲۵ ژوئیهٔ ۱۹۶۰) بازیکن واترپلو اهل آلمان بود.